# 岡田直也
岡田 直也（おかだ なおや、1990年10月10日 - ）は岡山県津山市出身の射撃選手。

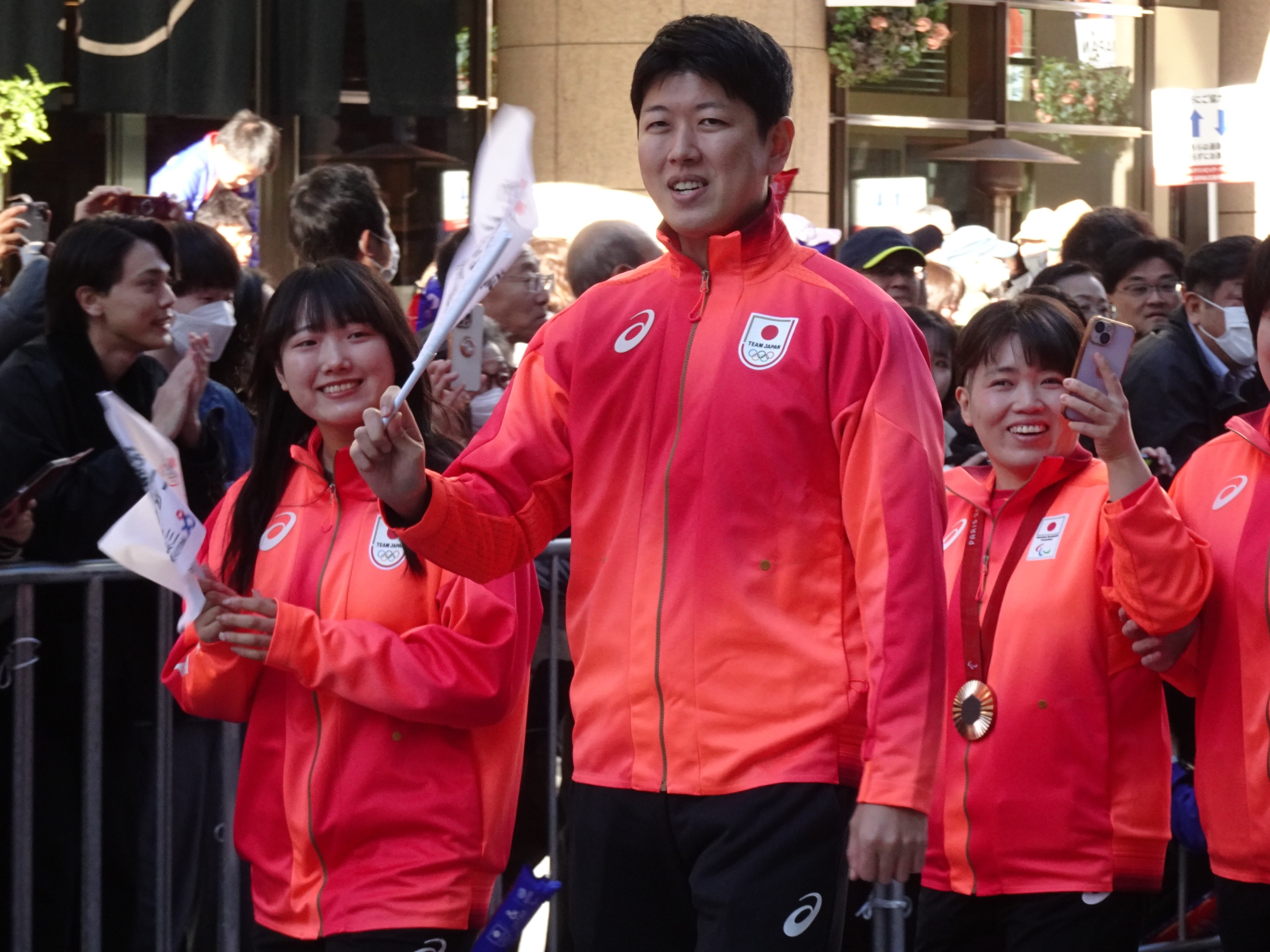
2024年11月30日の「パリ2024オリンピック・パラリンピック TEAM JAPAN応援感謝イベント」での岡田直也(中央)

2016年リオデジャネイロオリンピック、2020年東京オリンピック、2024年パリオリンピック代表。ALSOK所属。

## 略歴
2016年1月 リオ五輪アジア予選大会(ニューデリー)、男子10mエアライフル個人で優勝。同年 リオデジャネイロ五輪で初の五輪出場。男子10mエアライフル個人で20位。
2021年 東京2020五輪出場。男子10mエアライフル個人で20位。混合10mエアライフル団体で13位。男子50mライフル3姿勢個人で31位。
2023年1月 ISSFワールドカップ・ジャカルタ大会、男子10mエアライフル個人で優勝。同年4月 ISSFワールドカップ・リマ大会、男子10mエアライフル個人で2位。同年10月 アジアチャンピオンシップ・チャンウォン大会、男子10mエアライフル個人で3位。
2024年パリオリンピック射撃競技の混合10mエアライフル団体では野畑美咲とペアを組み25位。男子10mエアライフル個人で31位。男子50mライフル3姿勢個人で33位。